# Cacosternum namaquense
Cacosternum namaquense är en groddjursart som beskrevs av Werner 1910. Cacosternum namaquense ingår i släktet Cacosternum och familjen Pyxicephalidae. IUCN kategoriserar arten globalt som livskraftig. Inga underarter finns listade.